# Pherecydes
Pherecydes là một chi nhện trong họ Thomisidae.